# Invergordon n.º 430
Invergordon n.º 430 es un municipio rural canadiense situado en la provincia de Saskatchewan.

## Superficie
Invergordon n.º 430 tiene una superficie de 844,71 km².

## Demografía
En 2021, tenía 563 habitantes, una densidad poblacional de 0,7 hab./km², y 385 viviendas.